# Miguel Colmeiro y Penido
Miguel Colmeiro y Penido, né à Saint-Jacques-de-Compostelle le 22 octobre 1816 et mort à Madrid le 21 juin 1901, est un botaniste espagnol, membre de l'Académie royale des sciences exactes, physiques et naturelles.

## Biographie
Miguel Colmeiro y Penido naît à Saint-Jacques-de-Compostelle le 22 octobre 1816.
Il devient recteur de l'université centrale de Madrid et doyen de la Faculté des sciences. Il est directeur du jardin botanique royal de Madrid et tient la chaire de phytographie et de géographie botanique. Il est membre numéraire de l'Académie royale espagnole et de l'Académie nationale de médecine ainsi que d'autres sociétés scientifiques.
Colmeiro est l'auteur de multiples publications de botanique qui font autorité. Il est cofondateur de la Société royale espagnole d'Histoire naturelle (es). Il compte parmi ses élèves le botaniste et explorateur Juan Isern.
Miguel Colmeiro meurt à Madrid le 21 juin 1901. Son nom botanique est Colmeiro.

## Plantes éponymes
- (Asteraceae) Cirsium colmeiroanum Sennen[5]
- (Asteraceae) Hieracium colmeiroanum Arv.-Touv. & Gaut. (es)[6]
- (Malvaceae) Malva colmeiroi Willk.[7]
- (Oleaceae) Phillyrea × colmeiroana Sennen[8]
- (Rhamnaceae) Rhamnus × colmeiroi D.Rivera (es), Obón & Selma[9]

## Publications
- Examen de las encinas y demás árboles de la Península que producen bellotas, con la designación de los que se llaman mestos, 1854 (en coll. avec Esteban Boutelou).
- La botánica y los botánicos de la península hispano-lusitana: Estudios bibliográficos y biográficos, 1858.
- Enumeración y revisión de las plantas de la península hispano-lusitana e Islas Baleares, 1886-1889.

## Distinctions
- Chevalier de la grande croix de l'Ordre civil de María Victoria (es)[10].